# قلعه چوگان
قلعه چوگان مربوط به دوره قاجار است و در شهرستان بافق، کیلومتری ۷۵ جاده بافق، بهاباد، ابتدای جاده فضل‌آباد واقع شده و این اثر در تاریخ ۱۴ اسفند ۱۳۸۵ با شمارهٔ ثبت ۱۷۸۶۵ به‌عنوان یکی از آثار ملی ایران به ثبت رسیده است.